# Anarchodes magnificus
Anarchodes magnificus är en insektsart som beskrevs av Brock 1999. Anarchodes magnificus ingår i släktet Anarchodes och familjen Diapheromeridae. Inga underarter finns listade i Catalogue of Life.